# 洛茲納河
洛茲納河（烏克蘭語：Лозна），是烏克蘭的河流，位於該國東部，屬於艾達爾河的支流，流經盧甘斯克州，發源自盧霍韋，河道全長32公里，流域面積481平方公里。